# Cissus miegei
Cissus miegei là một loài thực vật hai lá mầm trong họ Nho. Loài này được Tchoumé miêu tả khoa học đầu tiên năm 1967.